# 19. Berlini Nemzetközi Filmfesztivál
A 19. Berlini Nemzetközi Filmfesztivál 1969. június 25. és július 6. között került megrendezésre. Az Arany Medve díjat Želimir Žilnik filmje, a Korai művek nyerte.

## Zsűri
Az alábbi emberek voltak a fesztivál zsűrijének tagjai:
- Johannes Schaaf, nyugat-német színész és filmkészítő - Zsűrielnök
- Agnesa Kalinova, csehszlovák újságíró és filmkritikus
- José P. Dominiani, argentin forgatókönyvíró és filmkritikus
- François Chalais, belga újságíró és filmtörténész
- John Russell Taylor, brit író és filmkritikus
- Giovanni Grazzini, olasz filmkritikus
- Masaki Kobayashi, japán filmkészítő
- Archer Winsten, amerikai filmkritikus
- Ulrich Gregor, nyugat-német filmtörténész

## A fesztivál programja
Az alábbi filmek voltak versenyben az Arany Medve- és az Ezüst Medve-díjakért:
| Magyar cím                     | Eredeti cím                                                  | Rendező                                                                                    | Ország                      |
| ------------------------------ | ------------------------------------------------------------ | ------------------------------------------------------------------------------------------ | --------------------------- |
| Aido: Slave of Love            | 愛奴                                                         | Susumu Hani                                                                                | Japán                       |
| Egy nyugodt vidéki helyecske   | Un tranquillo posto di campagna                              | Elio Petri                                                                                 | Olaszország                 |
| Malomkő                        | A Touch of Love                                              | Waris Hussein                                                                              | Egyesült Királyság          |
| Balladen om Carl-Henning       | Balladen om Carl-Henning                                     | Sven Grønlykke, Lene Grønlykke                                                             | Dánia                       |
| A szoba-konyha                 | The Bed Sitting Room                                         | Richard Lester                                                                             | Egyesült Királyság          |
| Brasil Ano 2000                | Brasil Ano 2000                                              | Walter Lima, Jr.                                                                           | Brazília                    |
| Tiro de gracia                 | Tiro de gracia                                               | Ricardo Becher                                                                             | Argentína                   |
| Korai művek                    | Rani radovi                                                  | Želimir Žilnik                                                                             | Jugoszlávia                 |
| Erotissimo                     | Erotissimo                                                   | Gérard Pirès                                                                               | Franciaország, Olaszország  |
| Goopy Gyne Bagha Byne          | গুপী গাইন বাঘা বাইন                                                | Satyajit Ray                                                                               | India                       |
| Gravitáció                     | Gravitacija ili fantastična mladost činovnika Borisa Horvata | Branko Ivanda                                                                              | Jugoszlávia                 |
| Üdvözletek                     | Greetings                                                    | Brian De Palma                                                                             | Amerikai Egyesült Államok   |
| Ich bin ein Elefant, Madame    | Ich bin ein Elefant, Madame                                  | Peter Zadek                                                                                | Nyugat-Németország          |
| La sua giornata di gloria      | La sua giornata di gloria                                    | Edoardo Bruno                                                                              | Olaszország                 |
| Az odú                         | La madriguera                                                | Carlos Saura                                                                               | Spanyolország               |
| Le gai savoir                  | Le gai savoir                                                | Jean-Luc Godard                                                                            | Franciaország               |
| Szerelem és düh                | Amore e rabbia                                               | Carlo Lizzani, Pier Paolo Pasolini, Bernardo Bertolucci, Jean-Luc Godard, Marco Bellocchio | Olaszország, Franciaország  |
| A szerelem hidegebb a halálnál | Liebe ist kälter als der Tod                                 | Rainer Werner Fassbinder                                                                   | Nyugat-Németország          |
| Made in Sweden                 | Made in Sweden                                               | Johan Bergenstråhle                                                                        | Svédország                  |
| Éjféli cowboy                  | Midnight Cowboy                                              | John Schlesinger                                                                           | Amerikai Egyesült Államok   |
| Presadjivanje Osecanja         | Presadjivanje Osecanja                                       | Dejan Djurković                                                                            | Jugoszlávia                 |
| Lány az országútról            | Three into Two Won't Go                                      | Peter Hall                                                                                 | Egyesült Királyság          |
| To See Or Not To See           | To See Or Not To See                                         | Břetislav Pojar                                                                            | Kanada                      |
| Klabautermannen                | Klabautermannen                                              | Henning Carlsen                                                                            | Dánia, Svédország, Norvégia |

## Győztesek
- Arany Medve: Korai művek (Želimir Žilnik)
- Ezüst Medve: 
  - Egy nyugodt vidéki helyecske (Elio Petri)
  - Üdvözletek (Brian De Palma)
  - Ich bin ein Elefant, Madame (Peter Zadek)
  - Made in Sweden (Johan Bergenstråhle)
  - Brasil Ano 2000 (Walter Lima, Jr.)
- Jugendfilmpreis, az ifjúsági filmes díj
  - Legjobb egész estés ifjúsági film: Korai művek (Želimir Žilnik)
- OCIC-díj
  - Éjféli cowboy (John Schlesinger)
- C.I.D.A.L.C. Gandhi-díj
  - A szoba-konyha (Richard Lester)
- UNICRIT-díj
  - Erotissimo (Gérard Pirès)

## Fordítás
- Ez a szócikk részben vagy egészben  a(z)   19th Berlin International Film Festival című angol Wikipédia-szócikk fordításán alapul.  Az eredeti cikk szerkesztőit annak laptörténete sorolja fel. Ez a jelzés csupán a megfogalmazás eredetét és a szerzői jogokat jelzi, nem szolgál a cikkben szereplő információk forrásmegjelöléseként.